# 馬瓦霍沃-茲維赫梅伊斯茨
馬瓦霍沃-茲維赫梅伊斯茨（波蘭語：Małachowo-Złych Miejsc，發音：[mawaˈxɔvɔ ˈzwɨx ˈmjɛi̯st͡s]）是波兰中西部大波兰省格涅茲諾縣維特科沃市鎮的村庄。
历史上也称为馬瓦霍沃-茲維赫明西茨（波蘭語：Małachowo-Złych Mięsic） ，曾是某波兰贵族的私人村庄，行政上位于波蘭王國王冠領地大波兰省卡利什省格涅兹诺县。